# Siedlecki
Siedlecki là một huyện thuộc tỉnh Mazowieckie của Ba Lan. Huyện có diện tích 1603 km². Đến ngày 1 tháng 1 năm 2011, dân số của huyện là 80701 người và mật độ 50 người/km².